# Thiago Mendes
Thiago Mendes, właśc. Thiago Henrique Mendes Ribeiro (ur. 15 marca 1992 w São Luís) – brazylijski piłkarz występujący na pozycji pomocnika we francuskim klubie Olympique Lyon.

## Kariera klubowa
Thiago Mendes urodził się w São Paulo. Karierę piłkarską rozpoczął w 2010 roku w drużynie juniorów miejscowego Goiás EC. Od 2015 roku występuje w barwach São Paulo FC.
1 lipca 2017 roku podpisał 5–letni kontrakt z pierwszoligowym Lille OSC.
| Sezon   | Klub         | Kraj     | Rozgrywki | Mecze | Bramki | Rozgrywki Europy | Mecze | Bramki |
| ------- | ------------ | -------- | --------- | ----- | ------ | ---------------- | ----- | ------ |
| 2011    | Goiás EC     | Brazylia | Série B   | 10    | 0      | -                | -     | -      |
| 2012    | Goiás EC     | Brazylia | Série B   | 35    | 1      | -                | -     | -      |
| 2013    | Goiás EC     | Brazylia | Série A   | 27    | 1      | -                | -     | -      |
| 2014    | Goiás EC     | Brazylia | Série A   | 34    | 3      | -                | -     | -      |
| 2015    | São Paulo FC | Brazylia | Série A   | 35    | 1      | -                | -     | -      |
| 2016    | São Paulo FC | Brazylia | Série A   | 32    | 2      | -                | -     | -      |
| 2017    | São Paulo FC | Brazylia | Série A   | 5     | 1      | -                | -     | -      |
| 2017/18 | Lille OSC    | Francja  | Ligue 1   | 31    | 3      | -                | -     | -      |
| 2018/19 | Lille OSC    | Francja  | Ligue 1   | 35    | 0      |                  |       |        |

Stan na: 23 lipca 2017 r.